# Highly Evolved
Highly Evolved to debiutancki album australijskiego zespołu The Vines wydany w 2002 roku.

## Spis utworów
1. „Highly Evolved” – 1:34
2. „Autumn Shade” – 2:17
3. „Outtathaway!” – 3:02
4. „Sunshinin'” – 2:43
5. „Homesick” – 4:53
6. „Get Free” – 2:06
7. „Country Yard” – 3:46
8. „Factory” – 3:12
9. „In the Jungle” – 4:15
10. „Mary Jane” – 5:52
11. „Ain't No Room” – 3:28
12. „1969” – 6:27

## Single
- „Highly Evolved”
- „Get Free”
- „Outtathaway!”
- „Homesick”